# Faïçal Laraïchi
 (décembre 2013).
Si vous disposez d'ouvrages ou d'articles de référence ou si vous connaissez des sites web de qualité traitant du thème abordé ici, merci de compléter l'article en donnant les références utiles à sa vérifiabilité et en les liant à la section « Notes et références ».
Faïçal Laraïchi est né en 1961 à Meknès. Il est le président de la Société nationale de radiodiffusion et de télévision et de Soread 2M, président de la Fédération royale marocaine de tennis depuis 2009 et président du Comité National Olympique Marocain (CNOM) depuis 2017. 

## Parcours
Titulaire d'un Master of Science de l'Université Stanford et ingénieur de l’École Spéciale des Travaux Publics, à Paris, il a occupé de 1987 à 1988, le poste de directeur chargé de la restructuration et de la réorganisation de la Société chérifienne des travaux africains.
Il est fondateur et administrateur de la société SIGMA technologies, société spécialisée en post-production, images de synthèse, production et multimédia (1989-1999).
Il est nommé par Sa Majesté le Roi Mohammed VI, Directeur de la TVM (télévision marocaine) en 1999, puis directeur général de la RTM (Radiodiffusion Télévision Marocaine) en 2003, puis Président directeur général de la Société nationale de radiodiffusion et de télévision (SNRT) en 2005, ainsi que Soread 2M, en 2006. Il est ainsi le responsable du développement du paysage audiovisuel au Maroc, en particulier: la numérisation de la RTM, la création de la Radio Mohammed VI pour le Saint Coran, les Télévisions Alayoune tv, Al Maghribya, Arrabia, Assadissa, Arriadya, Aflam Tv, Al Amazighya, la mise en place de la TNT, le passage au tout HD, le streaming live de toutes les chaînes radio et tv SNRT LIVE, ainsi que de la création de SNRT News.
Il est nommé en 2004 vice président délégué de la Fondation du Festival International du Film de Marrakech. 
En 2009, il a été élu à la tête de la Fédération royale marocaine de tennis (FRMT).
Il est fondateur de l'École de gouvernance et d'économie de Rabat, EGE RABAT. 
En 2012, il est élu membre du comité exécutif de l'UER ou EBU (European Broadcasting Union). 
En 2014, il est réélu membre du comité exécutif de l'EBU. 
En juin 2017, il est élu Président du Comité National Olympique Marocain (CNOM).